# Serguéi Mosin
Serguéi Ivánovich Mosin (del ruso: Мосин, Сергей Иванович) (Ramón, Rusia, Óblast de Vorónezh, 2 de abril o  14 de abril de 1849 -  Sestroretsk, Rusia 8 de febrero de 1902).Fue uno de los ingenieros rusos diseñadores del rifle Mosin-Nagant.